# Haplophyllum fruticulosum
Haplophyllum fruticulosum är en vinruteväxtart som först beskrevs av Jacques-Julien Houtou de La Billardière, och fick sitt nu gällande namn av G. Don f.. Haplophyllum fruticulosum ingår i släktet Haplophyllum och familjen vinruteväxter. Inga underarter finns listade i Catalogue of Life.